# Roger Denux
Roger Denux, pseudonyme de Roger Bœufgras, est un écrivain français né le 6 février 1899 à Montceau-les-Mines (Saône-et-Loire) et mort dans la même ville le 16 août 1992.

## Biographie
Roger Denux est un instituteur et homme de lettres lié au monde des instituteurs libertaires de la première moitié du XXe siècle. Originaire de Montceau-les-Mines (Saône-et-Loire), de tempérament sédentaire, Roger Denux, après avoir fait l’École normale de Mâcon de 1915 à 1918, exerce le métier de maître d’école à Cuzy (Saône-et-Loire) de 1923 à 1932, avant d’être nommé à Écuisses (Saône-et-Loire) (1932-1955), une bourgade de 2 000 habitants, où il résida pendant près de soixante ans. Syndicaliste et écrivain, il participe à Paris, en 1919, à la fondation d'une revue d'avant-garde, Les Primaires, qu’il dirige avec René Bonissel de mars ou avril 1928 à mars 1940.

### Vie professionnelle
En Bourgogne, Roger Denux mène une existence d’instituteur rural, cultive son jardin, se préoccupe de l’avenir de ses élèves. Toutefois, « Un de ces instituteurs », écrit Régis Messac, « plus nombreux qu’on ne pense, qui entretiennent dans ce qu’on appelle d’ordinaire “un trou perdu” une activité intellectuelle que bien des soi-disant “maîtres de la culture” pourraient leur envier. ».

### Activité éditoriale
De 1925 à 1940, à Paris, Roger Denux est directeur de revue, ou plus exactement codirecteur de la revue des Primaires, « revue de culture à l'usage des primaires », vraisemblablement la revue la plus radicale en termes d’analyse et de prise de position politique qu’on puisse trouver, en France, au cours de la décennie qui précède la Seconde Guerre mondiale[réf. nécessaire]. Roger Denux signe quelques articles et publie des comptes-rendus de lecture à la rubrique des livres de vers. Les titres de ses ouvrages, à eux seuls, résument assez bien la personnalité de leur auteur. En 1961, rendant compte de Il pleut sur mon jardin (éditions de la Fenêtre ouverte), Émile Henriot rendra hommage à « ce distributeur du savoir primaire, élémentaire, homme de large culture, qui peut être un bon lecteur et un bon critique ».

### L'après-guerre
Retraité en 1955, Roger Denux consacre le reste de sa vie à l'écriture. Ce serviteur de la langue française, spécialiste de Chateaubriand, fonde en 1968 le prix littéraire du Morvan. Membre de l'Académie des sciences, arts et belles-lettres de Dijon (Côte-d'Or), membre de l'Académie du Morvan, membre de la Société Chateaubriand, vice-président de la Société des auteurs de Bourgogne, Roger Denux connaîtra bien des honneurs : lauréat du prix Auguste Furtado de l'Académie française (1961), prix Albert-Marfant (1975), lauréat de l'Académie de Toulouse (1975 et 1981), chevalier des Arts et des Lettres en 1978, officier de la Légion d'honneur. Son nom a été donné à la bibliothèque municipale d'Écuisses (2004).

## Œuvres
- Cendres douloureuses (1921)
- Sainte odeur de la vie (1924)
- L'Aube sur les morts (1931)
- Le Magister (1934)
- Pour quelques-uns (1937)
- Le Drame d’enseigner (1944)
- Ces roses-ci (1947)
- Six de mon village (1948)
- Il pleut sur mon jardin (1960)
- Le Vin du souvenir (1964)
- Feuilles volantes (1965)
- La Petite Capitale (1973 ou 1976)
- La Terrible Course de Chateaubriand (1981)